# 花蓮縣
23°59′N 121°37′E / 23.983°N 121.617°E
花蓮縣是中華民國臺灣省的縣，位於臺灣東部，境內有北迴歸線通過，西臨的中央山脈，海岸山脈縱貫於境內東側，東臨太平洋（菲律賓海），北與宜蘭縣、西北與臺中市、西與南投縣、西南與高雄市、南與臺東縣相鄰，總面積為4,628平方公里，是臺灣面積最大的縣級行政區。縣內人口主要聚集於花東縱谷北側的沿海地帶，縣內最大的城市是縣治花蓮市，花蓮市及其衛星城市吉安鄉、新城鄉人口約20萬人，為東部地區都市規模最大、最熱鬧、機能最好的都會區。
花蓮縣古稱奇萊、洄瀾、多羅滿，是台灣原住民族最多的區域，境內原住民以台灣原住民阿美族分布最廣。縣旗以太陽的故鄉為設計理念，太陽在海面昇起的意象，象徵太平洋的曙光；每個光點代表各族群色彩：阿美族、太魯閣族、布農族、噶瑪蘭族、撒奇萊雅族、賽德克族與漢族，各大族群融合。以自然觀光資源著名，境內有太魯閣國家公園、玉山國家公園。

## 歷史
花蓮古稱奇萊，據《花蓮縣志》記載，西班牙人在1622年到這裡採取砂金，運回金包里一帶（今新北市金山區），並將現花蓮縣新城鄉稱為多羅滿（西班牙語：Turoboan），是臺灣原住民的世居之地。而漢人至花蓮開墾是咸豐元年（1851年），相傳來此開墾的河洛人，見到溪水奔海，而與波瀾交會，作迴旋狀，故稱之為洄瀾，後改為台語音近的花蓮。
相較臺灣其他地方，花蓮的開發較遲。在日治時期昭和7年（1932年）臨海道路（今蘇花公路之前身）通車前，往來花蓮通常需要乘船、而有「陸上離島」之稱。直至北迴鐵路通車後，花蓮的交通終獲大幅度改善。
行政制度方面，明治42年（1909年），花蓮地區脫離臺東，成為花蓮港廳，獨立設治至今。戰後，於1946年1月9日設立花蓮縣。1950年10月15日成為第一個依據《中華民國憲法》實行地方自治的縣市。由中國民主社會黨的楊仲鯨當選首任民選縣長，有華人社會第一位民選縣長之說。1992年第二屆立法委員選舉時賄選與集體作票的中國國民黨候選人魏木村及其弟魏東河則成為因作票而當選無效且遭判刑入獄的臺灣歷史首例，這也是民主進步黨候選人（黃信介）第一次在花蓮當選公職人員。
2008年，因應交通建設需要，縣政府公佈一般道路命名原則，更新了地方公所命名的準則。

## 地理

### 地形
花蓮縣在地理形狀上，呈現長條狀，像是一隻蠶。花蓮縣的南北長約137.5公里，東西寬約43公里。其面積雖為全臺灣各縣市之冠，但為多山地形，平原僅有全面積的百分之10。多數人口集中在花東縱谷平原一帶，其中有約七成人口居住於縣治花蓮市及吉安地區。花蓮縣的平原地帶並非直接面向海洋，而是夾在東側海岸山脈與西側的中央山脈之間。寬度僅有3到9公里，地理上屬於縱谷平原的河川沖積扇地形，稱為花東縱谷或花東走廊，花東縱谷的北側的開口處大致由花蓮縣秀林鄉崇德車站往南至花蓮溪口，然而在新城鄉新城村至花蓮市國福里的這15公里區段，平原長寬比例明顯縮小，最寬處約僅剩5公里左右，因此又有「新城走廊」之稱，揣測這片狹小的平原地勢，是由立霧溪自上游挾帶的砂石，經強烈的東北季風吹拂之下形成沿岸流（與黑潮本流無關），強勁的海流經年累月將出海口的沙子往南攜帶而下所形成，與地殼運動關係較小。
花蓮縣東側的海岸山脈由於生成時間較晚（約400萬年前形成），高度低於西側的中央山脈相當多，最高的新港山海拔為1,682公尺。海岸山脈地質上多為軟性的沉積岩、板岩易受崩壞作用影響。因地殼運動之故、海岸山脈1年上升3公分，秀姑巒溪因當地岩層軟硬差異形成曲流之故，也在海岸山脈形成數個大小不一的盆地，如瑞穗鄉東南側的奇美盆地，最長與最寬處各約兩公里，以花64鄉道為連結瑞穗與豐濱的主要幹道。
台灣百岳在花蓮縣內占有相當大的比率，單單一個花蓮縣就佔了43座，最著名的有南湖大山、奇萊山、秀姑巒山、無明山、合歡山東峰等。

### 水文
花蓮縣內主要的河川多為東西流向，由北到南依序有和平溪（過去稱為大濁水溪）、立霧溪、秀姑巒溪（瑞穗～豐濱大港口），另少數為南北流向，如:花蓮溪。
花蓮東岸的海岸線長有124公里，由於有多條河流出海，造成種類眾多的海岸景觀，其中以斷崖峭壁為最險峻的景觀，特別是和平溪口南邊的清水斷崖，高1,000公尺以上，是蘇花公路上的知名景點，也常因雨造成崩塌而道路中斷。
此外，在花蓮縣南方的石門海岸區，屬於堅硬的礁岩岸區，有相當多海蝕的景觀，再南方一點還有石梯坪，此地的岩盤如石階般伸入海中，亦有許多海蝕溝、海蝕崖、海蝕平台、隆起珊瑚礁等，其中壺穴景觀堪稱臺灣第一。

### 氣候
| 花蓮市（平均數據1991−2020年，極端數據1910-2021年更新中） | 花蓮市（平均數據1991−2020年，極端數據1910-2021年更新中） | 花蓮市（平均數據1991−2020年，極端數據1910-2021年更新中） | 花蓮市（平均數據1991−2020年，極端數據1910-2021年更新中） | 花蓮市（平均數據1991−2020年，極端數據1910-2021年更新中） | 花蓮市（平均數據1991−2020年，極端數據1910-2021年更新中） | 花蓮市（平均數據1991−2020年，極端數據1910-2021年更新中） | 花蓮市（平均數據1991−2020年，極端數據1910-2021年更新中） | 花蓮市（平均數據1991−2020年，極端數據1910-2021年更新中） | 花蓮市（平均數據1991−2020年，極端數據1910-2021年更新中） | 花蓮市（平均數據1991−2020年，極端數據1910-2021年更新中） | 花蓮市（平均數據1991−2020年，極端數據1910-2021年更新中） | 花蓮市（平均數據1991−2020年，極端數據1910-2021年更新中） | 花蓮市（平均數據1991−2020年，極端數據1910-2021年更新中） |
| 月份                                                     | 1月                                                      | 2月                                                      | 3月                                                      | 4月                                                      | 5月                                                      | 6月                                                      | 7月                                                      | 8月                                                      | 9月                                                      | 10月                                                     | 11月                                                     | 12月                                                     | 全年                                                     |
| -------------------------------------------------------- | -------------------------------------------------------- | -------------------------------------------------------- | -------------------------------------------------------- | -------------------------------------------------------- | -------------------------------------------------------- | -------------------------------------------------------- | -------------------------------------------------------- | -------------------------------------------------------- | -------------------------------------------------------- | -------------------------------------------------------- | -------------------------------------------------------- | -------------------------------------------------------- | -------------------------------------------------------- |
| 历史最高温 °C（°F）                                      | 29.6 (85.3)                                              | 30.6 (87.1)                                              | 31.2 (88.2)                                              | 33.6 (92.5)                                              | 34.3 (93.7)                                              | 34.7 (94.5)                                              | 36.3 (97.3)                                              | 37.4 (99.3)                                              | 35.2 (95.4)                                              | 37.0 (98.6)                                              | 32.3 (90.1)                                              | 29.6 (85.3)                                              | 37.4 (99.3)                                              |
| 平均高温 °C（°F）                                        | 21.4 (70.5)                                              | 21.9 (71.4)                                              | 23.6 (74.5)                                              | 26.2 (79.2)                                              | 28.7 (83.7)                                              | 30.9 (87.6)                                              | 32.4 (90.3)                                              | 32.2 (90.0)                                              | 30.7 (87.3)                                              | 28.3 (82.9)                                              | 25.8 (78.4)                                              | 22.8 (73.0)                                              | 27.1 (80.8)                                              |
| 日均气温 °C（°F）                                        | 18.3 (64.9)                                              | 18.6 (65.5)                                              | 20.3 (68.5)                                              | 22.8 (73.0)                                              | 25.3 (77.5)                                              | 27.3 (81.1)                                              | 28.7 (83.7)                                              | 28.4 (83.1)                                              | 27.0 (80.6)                                              | 24.9 (76.8)                                              | 22.5 (72.5)                                              | 19.7 (67.5)                                              | 23.7 (74.7)                                              |
| 平均低温 °C（°F）                                        | 15.8 (60.4)                                              | 16.2 (61.2)                                              | 17.6 (63.7)                                              | 20.1 (68.2)                                              | 22.5 (72.5)                                              | 24.7 (76.5)                                              | 25.6 (78.1)                                              | 25.4 (77.7)                                              | 24.2 (75.6)                                              | 22.2 (72.0)                                              | 19.9 (67.8)                                              | 17.2 (63.0)                                              | 21.0 (69.8)                                              |
| 历史最低温 °C（°F）                                      | 4.6 (40.3)                                               | 4.4 (39.9)                                               | 8.7 (47.7)                                               | 9.6 (49.3)                                               | 14.6 (58.3)                                              | 16.8 (62.2)                                              | 20.1 (68.2)                                              | 19.8 (67.6)                                              | 16.9 (62.4)                                              | 12.5 (54.5)                                              | 8.1 (46.6)                                               | 6.5 (43.7)                                               | 4.4 (39.9)                                               |
| 平均降水量 mm（）                                        | 57.6 (2.27)                                              | 74.7 (2.94)                                              | 76.7 (3.02)                                              | 76.6 (3.02)                                              | 186.9 (7.36)                                             | 165.5 (6.52)                                             | 198.5 (7.81)                                             | 258.8 (10.19)                                            | 329.9 (12.99)                                            | 350.6 (13.80)                                            | 175.1 (6.89)                                             | 83.6 (3.29)                                              | 2,034.5 (80.1)                                           |
| 平均降雨天数                                             | 13.4                                                     | 14.2                                                     | 14.2                                                     | 14.1                                                     | 15.8                                                     | 11.6                                                     | 8.2                                                      | 10.4                                                     | 13.2                                                     | 12.5                                                     | 12.4                                                     | 11.2                                                     | 151.2                                                    |
| 平均相對濕度（％）                                       | 75.6                                                     | 76.9                                                     | 77.4                                                     | 78.9                                                     | 80.2                                                     | 80.4                                                     | 77.1                                                     | 78.0                                                     | 77.8                                                     | 75.2                                                     | 75.7                                                     | 74.0                                                     | 77.3                                                     |
| 月均日照時數                                             | 68.7                                                     | 67.8                                                     | 85.7                                                     | 98.1                                                     | 124.3                                                    | 180.9                                                    | 255.6                                                    | 228.0                                                    | 163.1                                                    | 124.3                                                    | 93.2                                                     | 74.2                                                     | 1,563.9                                                  |
| 来源：中央氣象局                                         |                                                          |                                                          |                                                          |                                                          |                                                          |                                                          |                                                          |                                                          |                                                          |                                                          |                                                          |                                                          |                                                          |

## 區劃人口
花蓮縣的行政區劃轄有1市（花蓮市）、2鎮（鳳林鎮、玉里鎮）、10鄉（新城鄉、吉安鄉、壽豐鄉、光復鄉、豐濱鄉、瑞穗鄉、富里鄉，秀林鄉、萬榮鄉、卓溪鄉為山地鄉），共有13個鄉鎮市。縣內面積最大的行政區是秀林鄉，面積達1,641平方公里，也是全臺灣面積最大的三級行政區；縣內面積最小的行政區是花蓮市與新城鄉，兩行政區也是全臺灣面積最相近的兩個行政區，皆為29.4095平方公里。另玉里鎮為臺灣面積最大的鎮，約252平方公里。
人口遞減排列：
- 總人口5萬以上：花蓮市、吉安鄉。
- 總人口1至5萬：玉里鎮、新城鄉、秀林鄉、壽豐鄉、光復鄉、瑞穗鄉、鳳林鎮。
- 總人口1萬以下：富里鄉、萬榮鄉、卓溪鄉、豐濱鄉。

| 花蓮縣行政區劃示意圖                                                                       |
| 秀林鄉 新城鄉 花蓮市 吉安鄉 壽豐鄉 鳳林鎮 豐濱鄉 光復鄉 瑞穗鄉 萬榮鄉 玉里鎮 卓溪鄉 富里鄉 |

2009年底花蓮縣的人口密度分布

花蓮縣人口變化

花蓮縣人口約有32萬人，縣境內有超過一半的人口設籍於花蓮市、吉安鄉、新城鄉等花蓮都會區的行政區，前述三個行政區也是該縣人口密度每平方公里多於100人的行政區，而全縣人口第二多的行政區（吉安鄉）與第三多的行政區（玉里鎮）人口相差約6萬人，因此花蓮縣人口分布相當不均。另外吉安鄉、鳳林鎮分別是臺灣人口第二多的鄉以及人口密度最低的鎮。
因為開發較晚，花蓮保留有豐富的臺灣原住民文化：縣治之內有的阿美族、泰雅族、太魯閣族、布農族、撒奇萊雅族、噶瑪蘭族、賽德克族等7族。花蓮原住民人口以2016年4月統計為平地原住民56,362人；山地原住民35,830人共為92,192人，約佔花蓮縣總人口四分之一，以阿美族分佈最廣。除此之外，花蓮的客家人亦佔總人口三成。閩南人、外省人人口花蓮縣亦有相當比例。

## 政治

### 縣府組織
花蓮縣政府是花蓮縣的地方行政機關，為縣自治的行政機關，同時負責執行中央機關委辦事項。花蓮縣的自治監督機關為行政院各部會（主要為內政部）。縣長由全體縣民直接選舉產生，任期為四年，連選可連任一次。花蓮縣政府並置縣政會議，為縣政最高決策機構，在縣長及副縣長之下，設有16個內部單位、6個所屬一級機關、8個所屬二級機關、130所各級學校。
花蓮縣縣長是花蓮縣政府之行政首長，負責綜理縣政，並指揮、監督所屬職員及機構，現任縣長為中國國民黨籍的徐榛蔚。
花蓮縣議會是花蓮縣的民意機關，代表花蓮縣全體縣民立法和監察縣政府之施政。縣議員由公民直選選出，任期為四年，可連選連任。共有33位縣議員，第一選區9席縣議員、第二選區2席縣議員、第三選區9席縣議員、第四選區3席縣議員、第五選區3席縣議員、第六選區2席縣議員、第七選區2席縣議員、第八選區1席縣議員、第九選區1席縣議員、第十選區1席縣議員，議長、副議長由33位縣議員互選產生。

### 選民結構與政治勢力
花蓮縣位於中華民國東部，乃全國面積最大的縣份，以自然觀光資源著名。由於商業活動並不頻繁，居民多是原住民和軍公教人員，政治表現上也較為保守，藍綠基本盤約為七比三。花蓮縣地方選舉史上除第一屆縣長楊仲鯨為黨外人士外，歷屆公職人員選舉一直由中國國民黨長期執政，直到1992年的立法委員選舉，前民進黨主席黃信介參選花蓮縣區域立委，以近三萬票當選立法委員後，成為泛綠難得突破泛藍在花蓮的一黨優勢的一次。
該縣立法委員選舉按中華民國現行選制，全境同屬一個立法委員選區花蓮縣立法委員選舉區，得選出一位立法委員。現任花蓮選區所選出的立法委員是2024年中華民國立法委員選舉選出的傅崐萁。

### 司法暨檢察機關
臺灣花蓮地方法院是花蓮縣的司法機關，屬於普通法院，當地居民之民、刑訴訟和審理由該機關辦理，其上訴法院為臺灣高等法院花蓮分院。臺灣花蓮地方檢察署是花蓮縣的檢察機關，為當地檢察官執行檢察事務之執行機關。
臺灣高等法院花蓮分院為臺灣高等法院的分院之一，主要業務為審理及裁決花蓮、臺東二個地方法院第一審民事、刑事上訴及抗告案件。臺灣高等檢察署花蓮檢察分署為臺灣高等檢察署的分署，辦理花蓮、臺東二縣提起上訴之刑事案件等。

## 文化

### 文學
在文學史及其論述方面，目前還沒有一本「花蓮區域文學」、「花蓮文學史」之類的專書出版，比較相關的書籍有：文訊雜誌社出版的「花東地區文學會議」論文集、《第二屆花蓮文學研討會論文集》、《第三屆花蓮文學研討會》；花蓮地區原住民族的傳說故事、戰後文學發展、地誌書寫、文學獎等議題，已有人研究，博碩士論文有林淑湄〈花蓮地區詩歌研究(1945-1989)〉、黃嘉眉〈花蓮地區撒奇萊雅族傳說故事研究〉梁文祥〈花蓮海神信仰及傳說故事─以大陳人、阿美族人、噶瑪蘭人為例〉、王衍智〈旅人與移民者的花蓮書寫(2001~2010)〉、馬翊航〈虛實對照，城鄉融涉─論花蓮文學中的地方意識與市/街書寫〉、張宏誠〈台灣解嚴後縣市文學獎研究(1987~2010)〉等；期刊論文則有黃憲作〈花蓮地區的傳統文學〉、文訊雜誌社所出版的「花東地區文學會議」論文集、王惠珍〈地誌書寫港市想像—龍瑛宗的花蓮文學〉、王浩威〈地方文學與地方認同：以花蓮文學為例〉等。
在民間文學的編採方面，花蓮縣文化局在2009年出版《花蓮客家民間文學集》、吳淑姿總編輯的《花蓮縣民間文學集》、李進益總編輯的《花蓮縣民間文學集(二)》；原住民族的文學方面，目前有：林道生編著的《台灣原住民族口傳文學選集》、《花蓮原住民音樂(一)：布農族篇》、《花蓮原住民音樂(三)：泰雅篇》。
推廣及贊助文學活動的基金會有「花蓮縣文化基金會」；縣內可能沒有全台性與地方性文學社團。
花蓮縣文化局舉辦的文學活動有：
- 舉辦「花蓮文學獎」徵文活動及其得獎作品集的出版
- 舉行5屆的「花蓮文學研討會」，並且出版研討會論文集。
- 舉辦書寫花蓮之類的徵文活動，並且出版作品集，目前有：吳淑姿總編輯的《書寫花蓮》與《花蓮故事》、吳進書主編的《愛上花蓮的理由》與《給花蓮的一首詩》。

由國立東華大學舉辦之文學活動有：
- 國立東華大學人文社會科學學院主辦東華奇萊文學獎，涵蓋小說獎、詩獎、散文獎、兒童文學獎等，以及專為高中生設置的高中文學獎。
- 楊牧文學研究中心主辦楊牧文學獎與楊牧文學講座活動，其由花蓮子弟童子賢捐贈成立，涵蓋詩獎、文學研究獎，以及專為高中以下學生設置的青春獎。

在花蓮縣出生及後來歸入花蓮縣籍的作家、影劇創作者、文學評論者，有楊牧、李崗、王禎和、李潼、顏崑陽、馬得倫（筆名：馬蔚）、張開基、陳克華、陳雨航、陳義芝、陳慧文、孫昭懿（童童）、鄭開來、藍國揚、羅元輔（羅葉）、劉富士、葉日松、陳黎、黃錦城、陳贊昕、林蒼鬱、林豐明、吳瑩、王浩威、張子樟、高自芬、凌性傑、吳岱穎、廖鴻基等人。

### 廣播電台
| 頻率               | 電台名稱                         |
| 88.3百萬赫         | 慈濟大學實習廣播電台             |
| 89.7 百萬赫        | 後山電台                         |
| 90.5 百萬赫        | 花蓮希望之聲廣播電台(寶島聯播網) |
| 91.3 百萬赫        | 太魯閣之音(飛碟聯播網)           |
| 92.5 百萬赫        | 蓮友廣播電台                     |
| 93.5 百萬赫        | 蓮花電台(好事聯播網)             |
| 94.3 百萬赫        | 警廣治安交通網花蓮台             |
| 96.3 百萬赫        | 原住民族廣播電台（Alian 96.3）   |
| 97.3 百萬赫        | 教育廣播電台第二網               |
| 98.3 百萬赫        | 歡樂廣播電台（快樂聯播網）       |
| 100.3 百萬赫       | 教育廣播電台 教學網(玉里)        |
| 101.3 百萬赫       | 警廣全國治安交通網               |
| 102.1、103.3百萬赫 | 中廣流行網(I Like Radio)         |
| 103.7 百萬赫       | 教育廣播電台第一網               |
| 104.5 百萬赫       | 漢聲廣播電台                     |
| 106.9 百萬赫       | 講客廣播電台(客家公共傳播基金會) |
| 107.7 百萬赫       | 東台灣廣播電台(HitFM聯播網)      |
| 792 千赫           | 漢聲廣播電台花蓮台               |
| 855 千赫           | 中廣新聞網                       |
| 990 千赫           | 警廣長青網花蓮分台               |
| 1044、1242 千赫    | 燕聲廣播電台                     |
| 1188 千赫          | 中廣鄉親網                       |

## 體育
花蓮縣舉辦的體育賽事：
- 2009亞洲輕艇水球錦標賽[24]
- 2026國際少年運動會[25]
- 2026世界俱樂部龍舟錦標賽[26]

每年舉辦賽事：
- 太魯閣峽谷馬拉松
- 太平洋縱谷馬拉松

## 教育
根據花蓮縣政府2009年統計要覽資料，花蓮縣目前有兩座大專院校、13所高中職校和24所國中，小學則有107所，但由於偏遠地區人口外移，其中有些地處偏遠的小學由於人數過少，已陸續撤校。

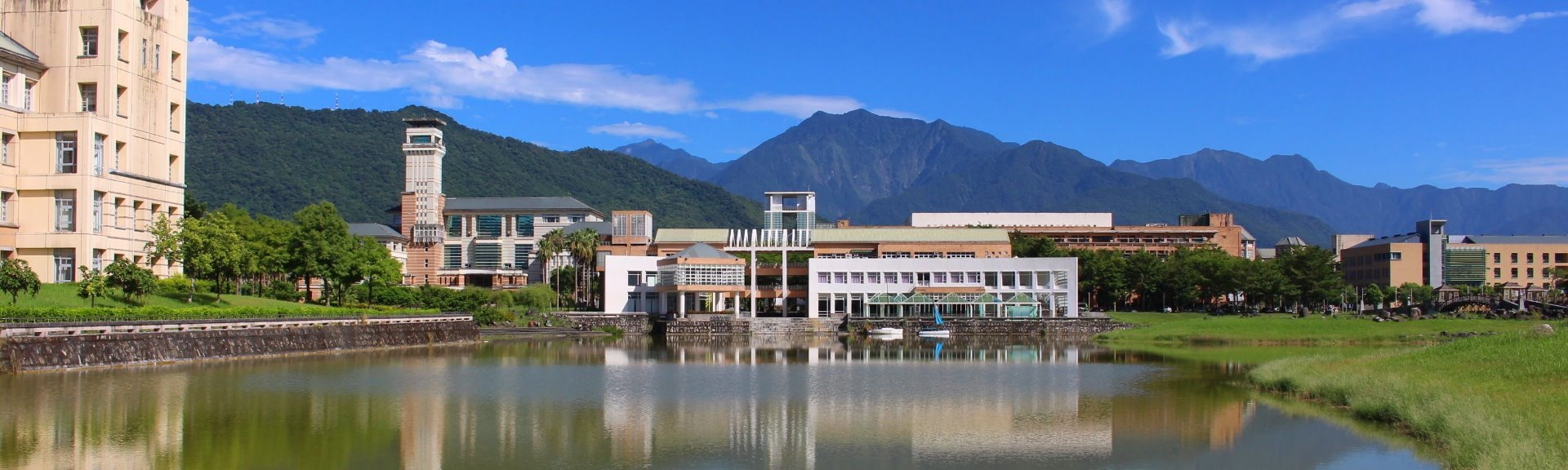
國立東華大學校本部概貌

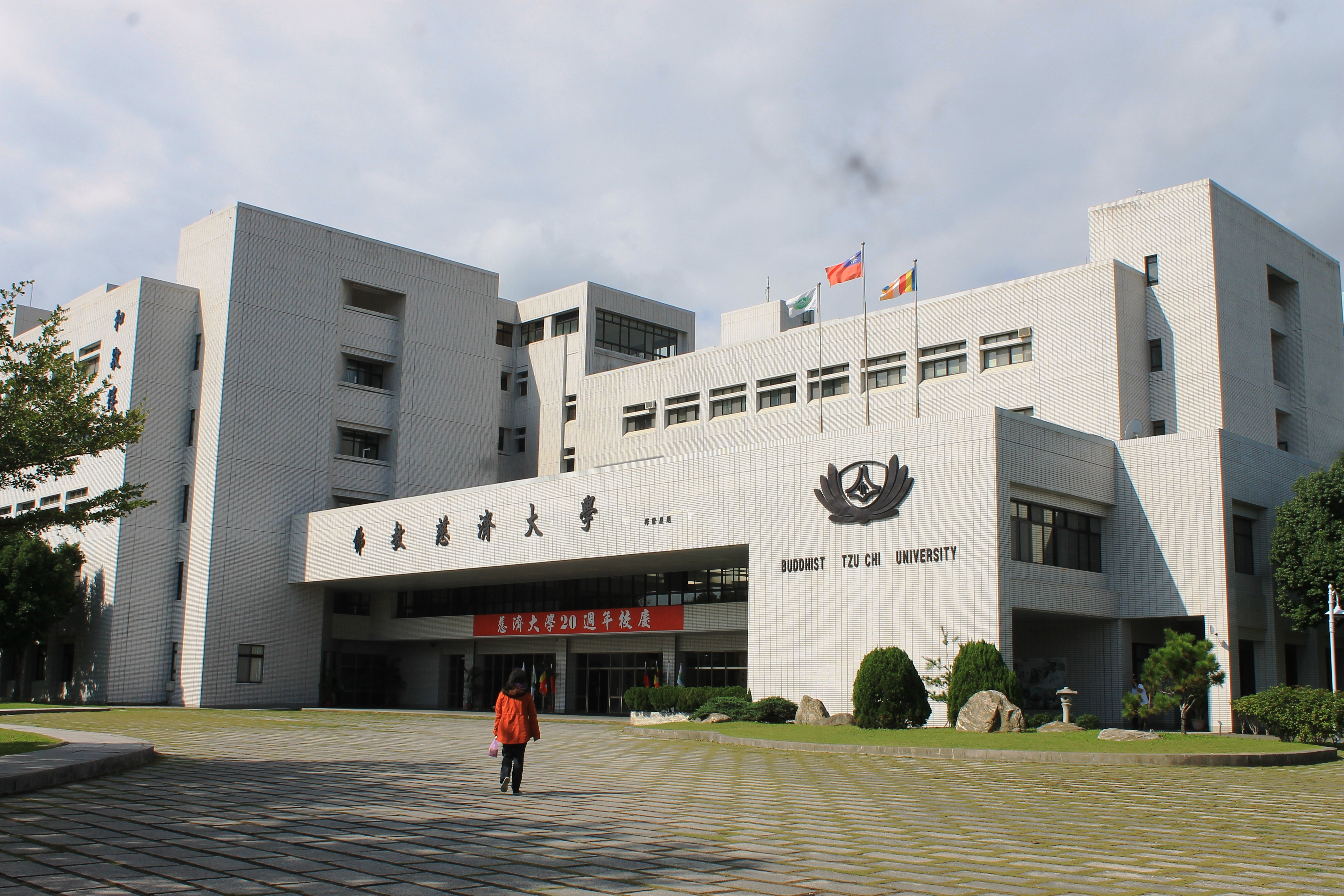
佛教慈濟大學正門建築

## 交通

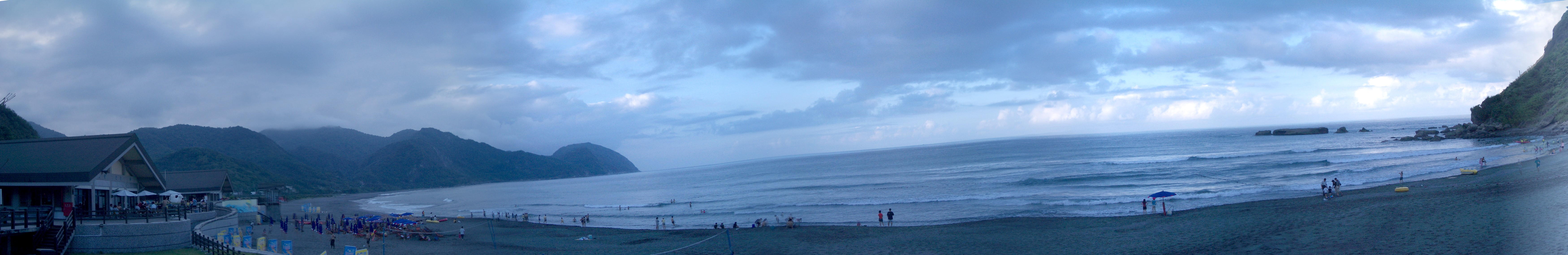
花蓮海岸景觀(磯崎)

## 旅遊

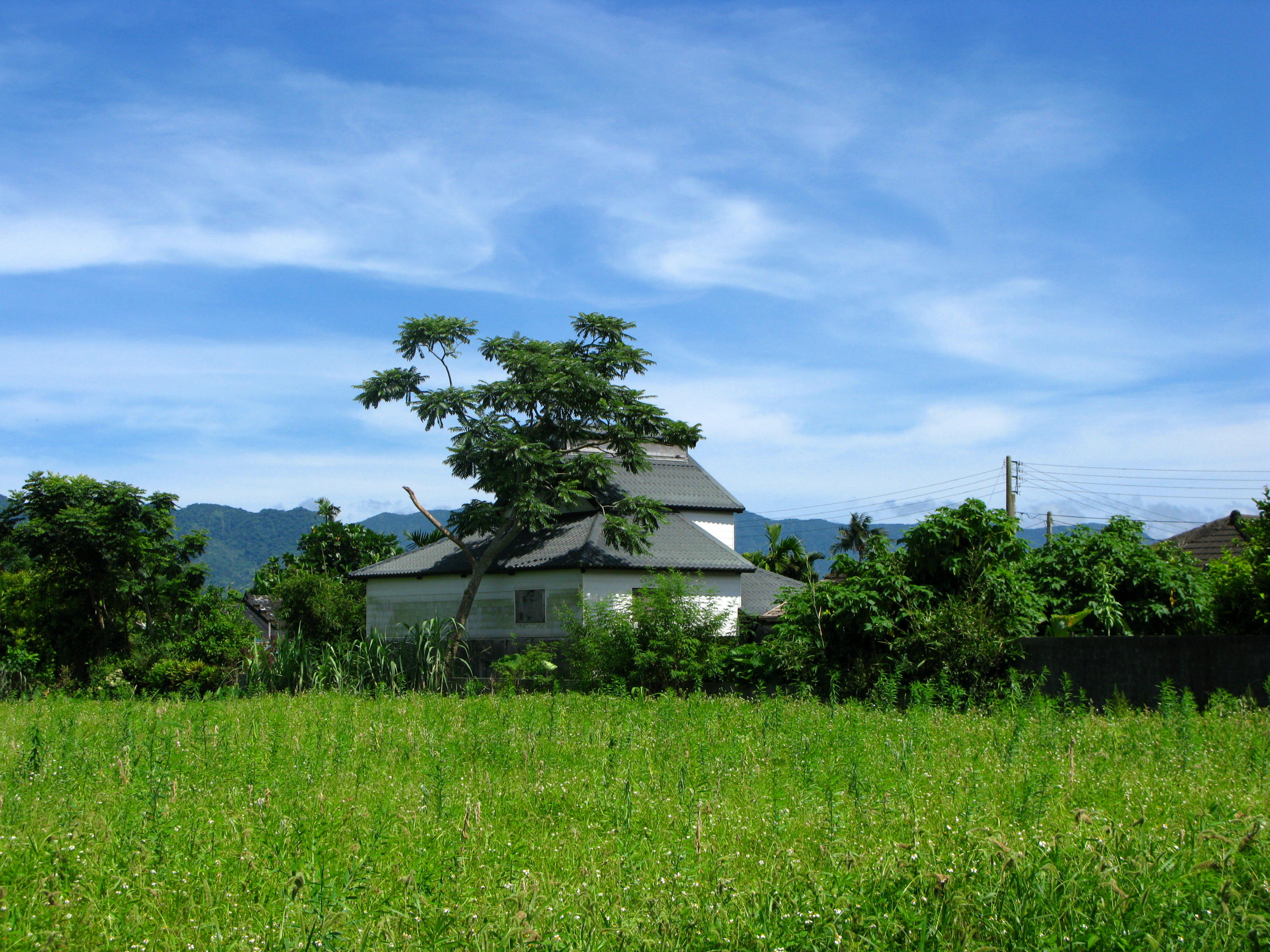
花蓮鳳林鎮的煙樓文化

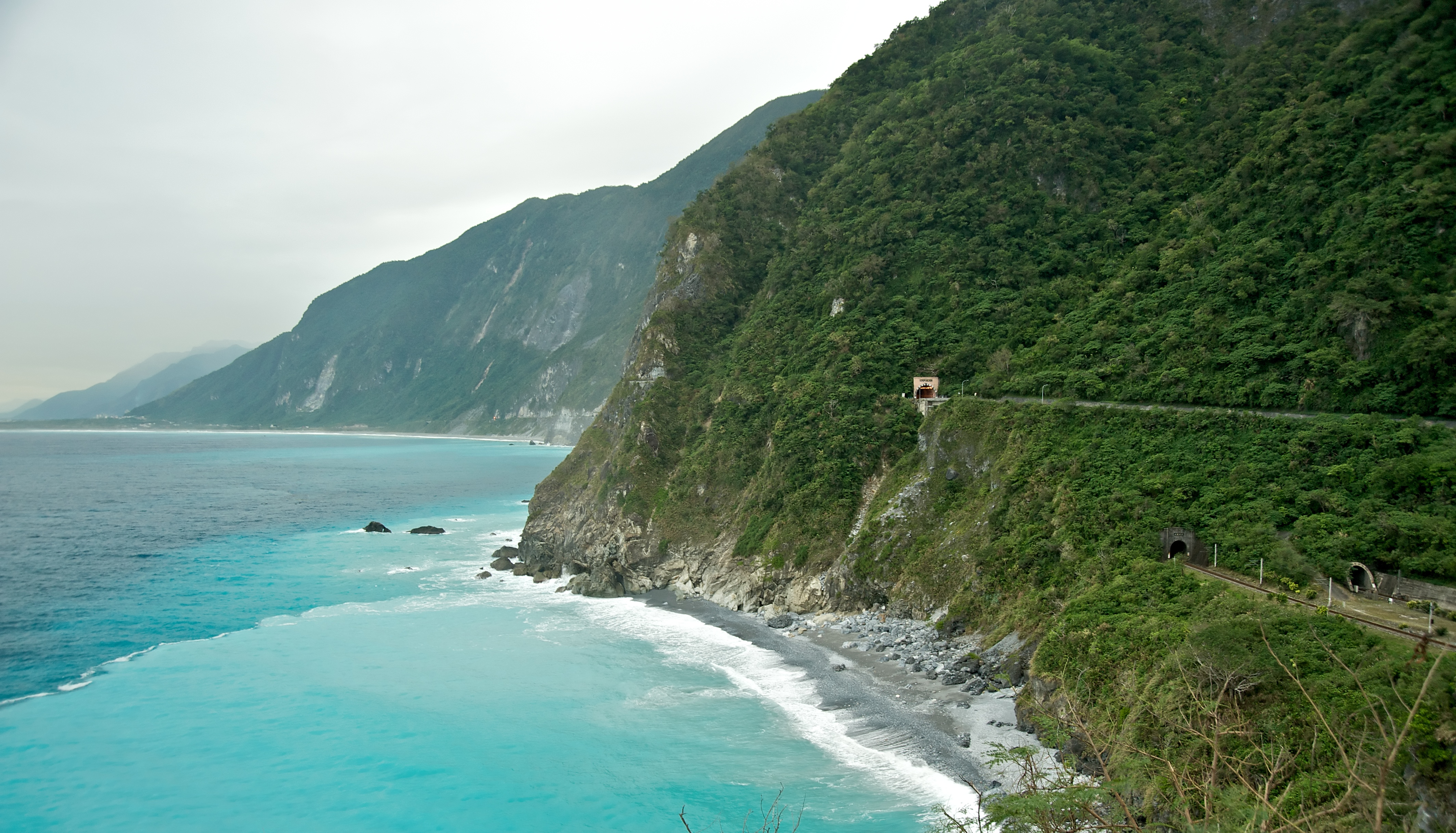
清水斷崖

### 人文景點

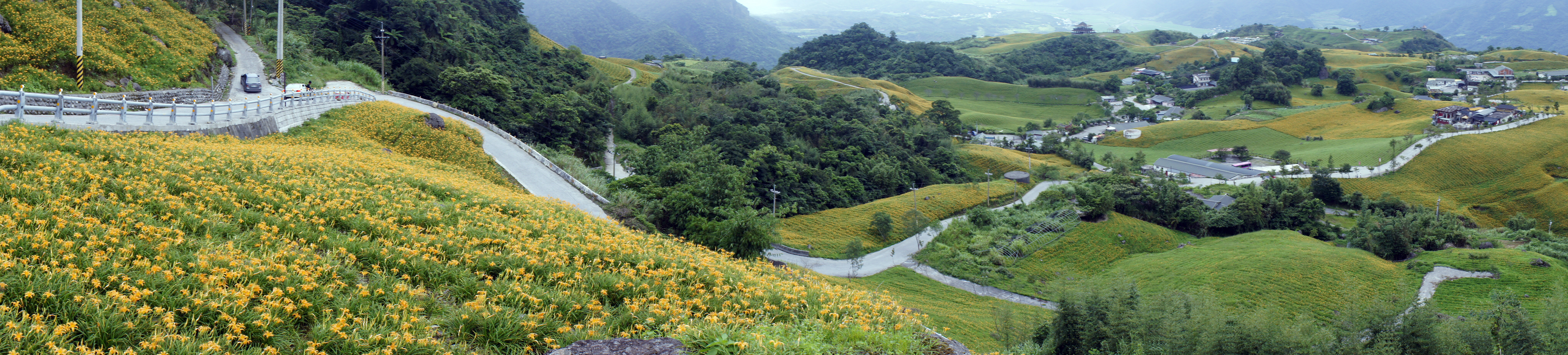
六十石山金針花海

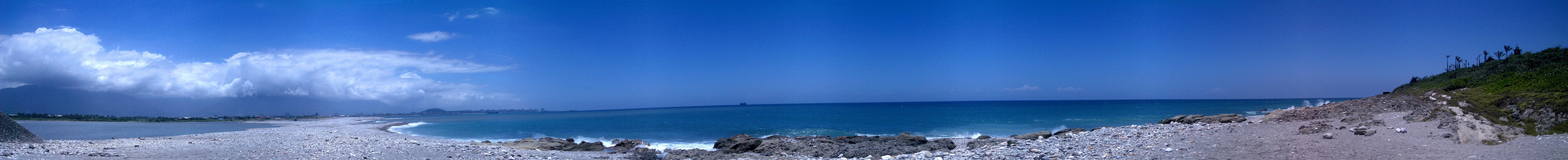
花蓮溪出海口

## 照片集錦

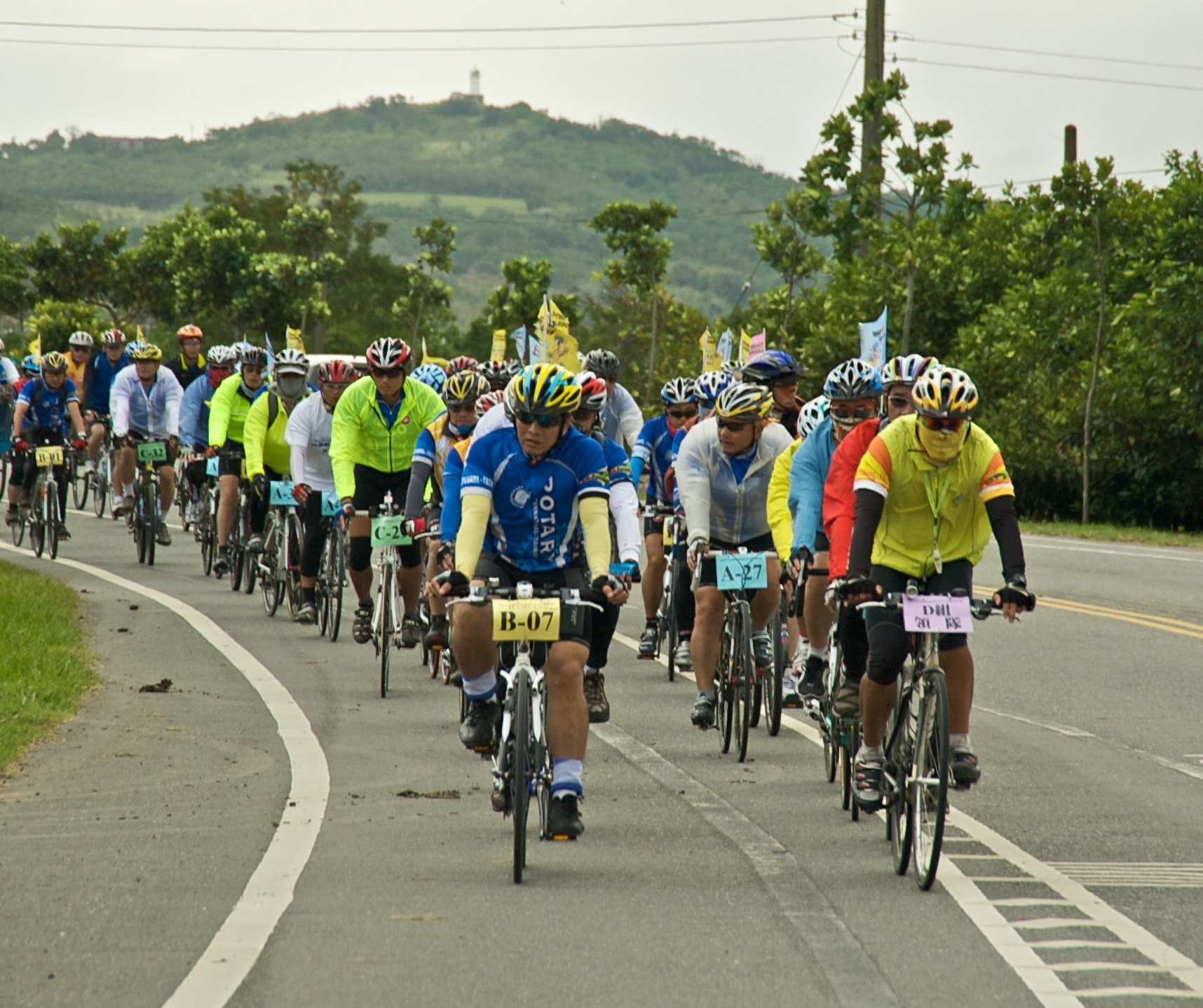
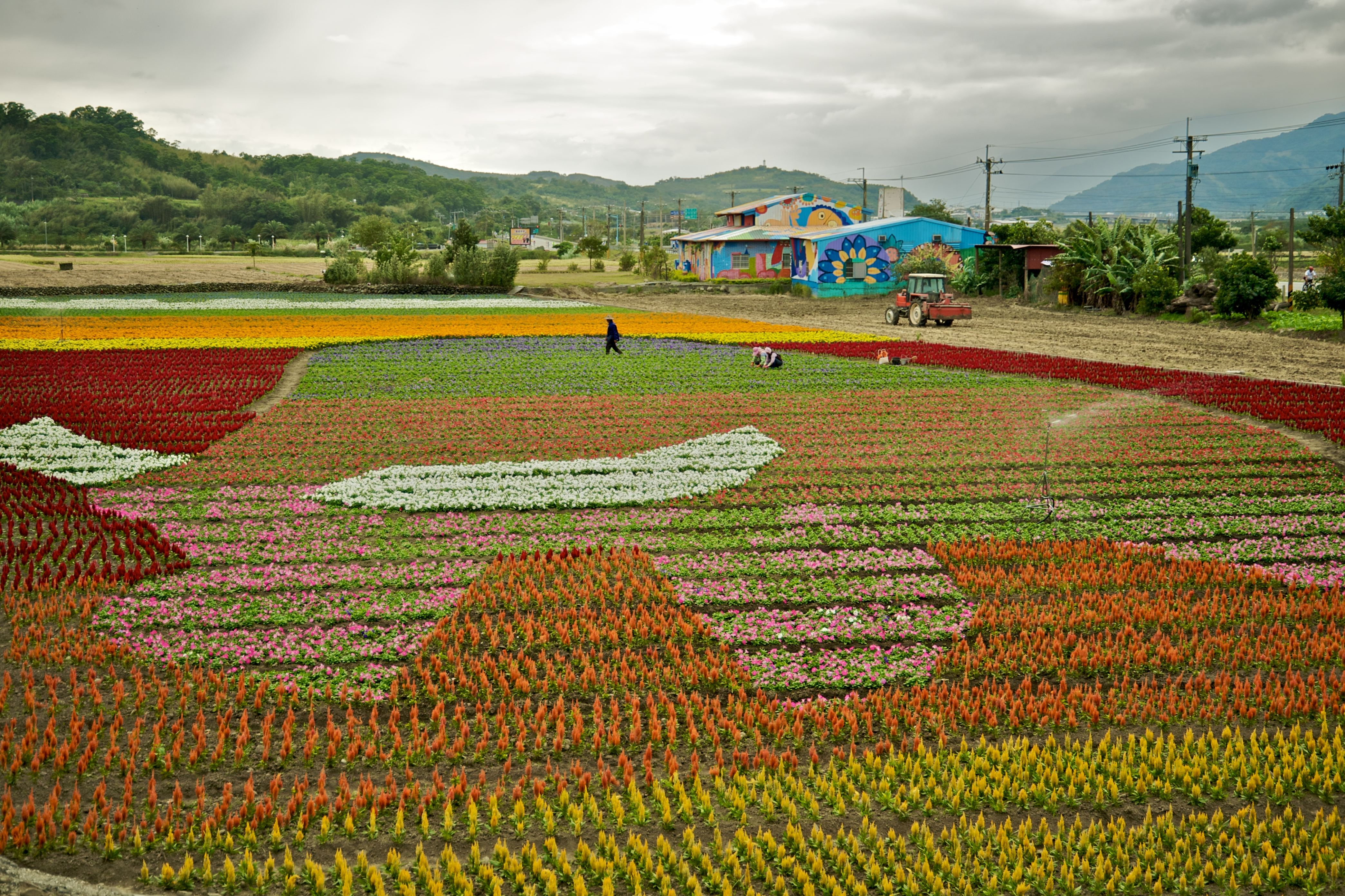
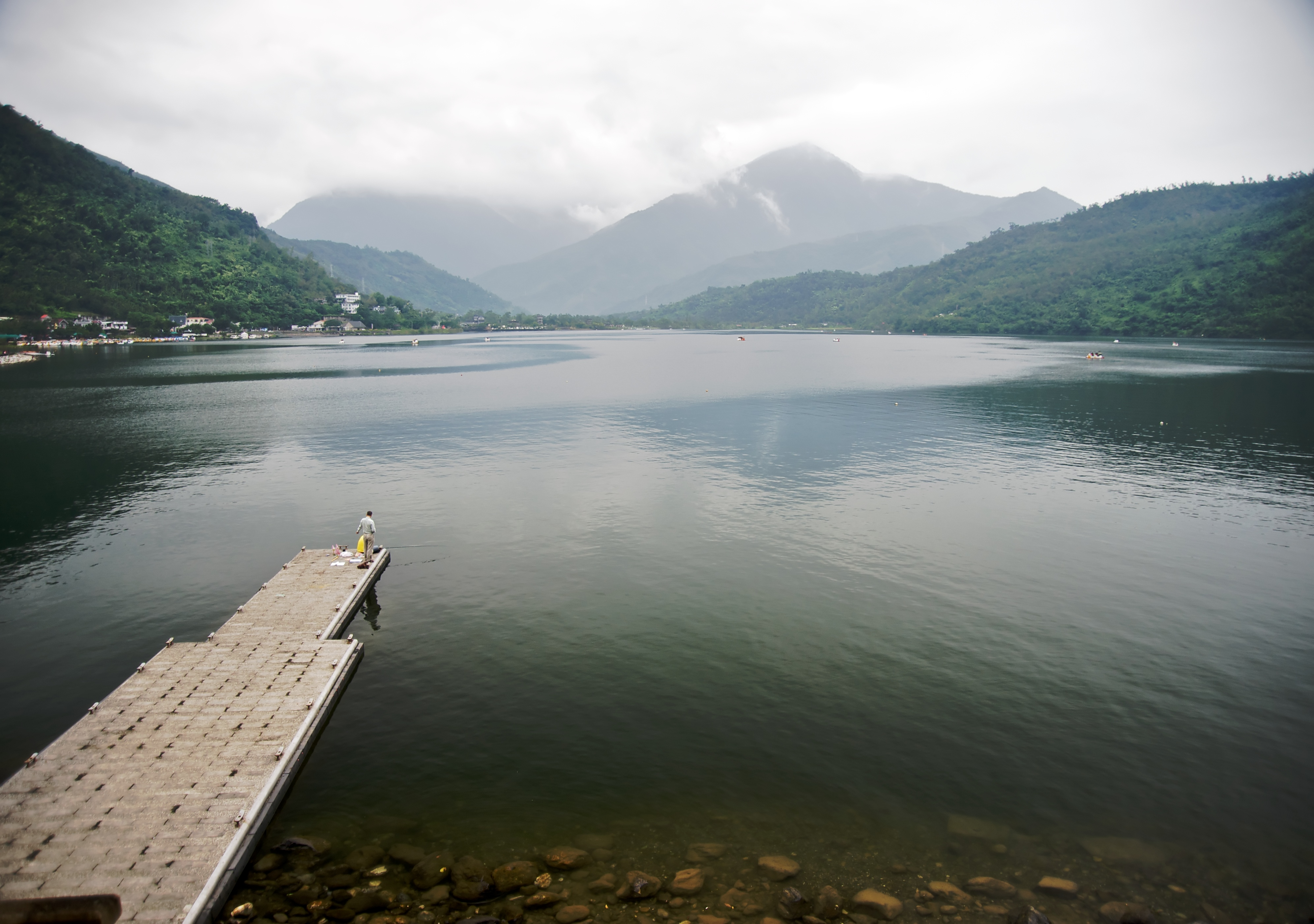
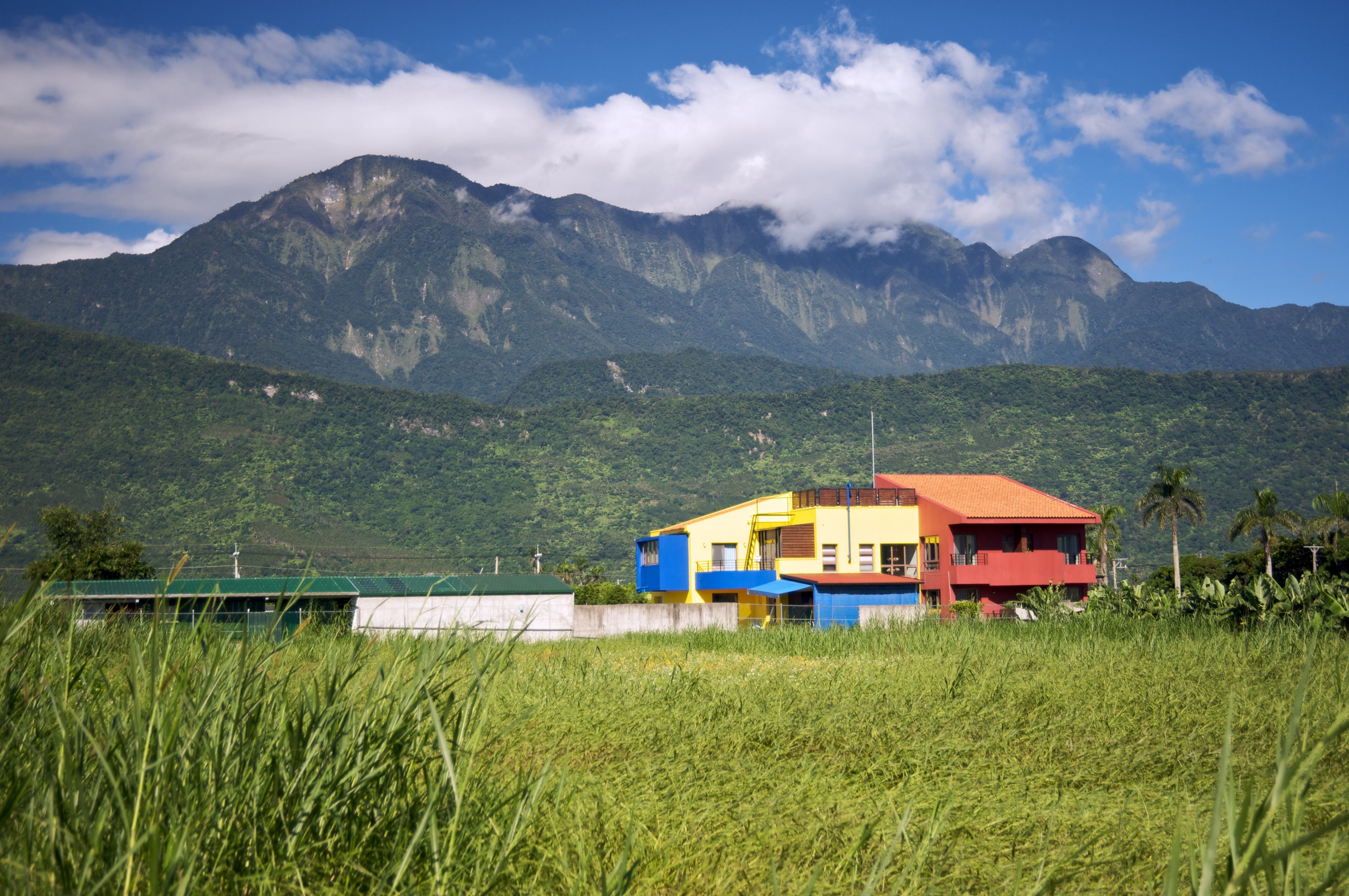
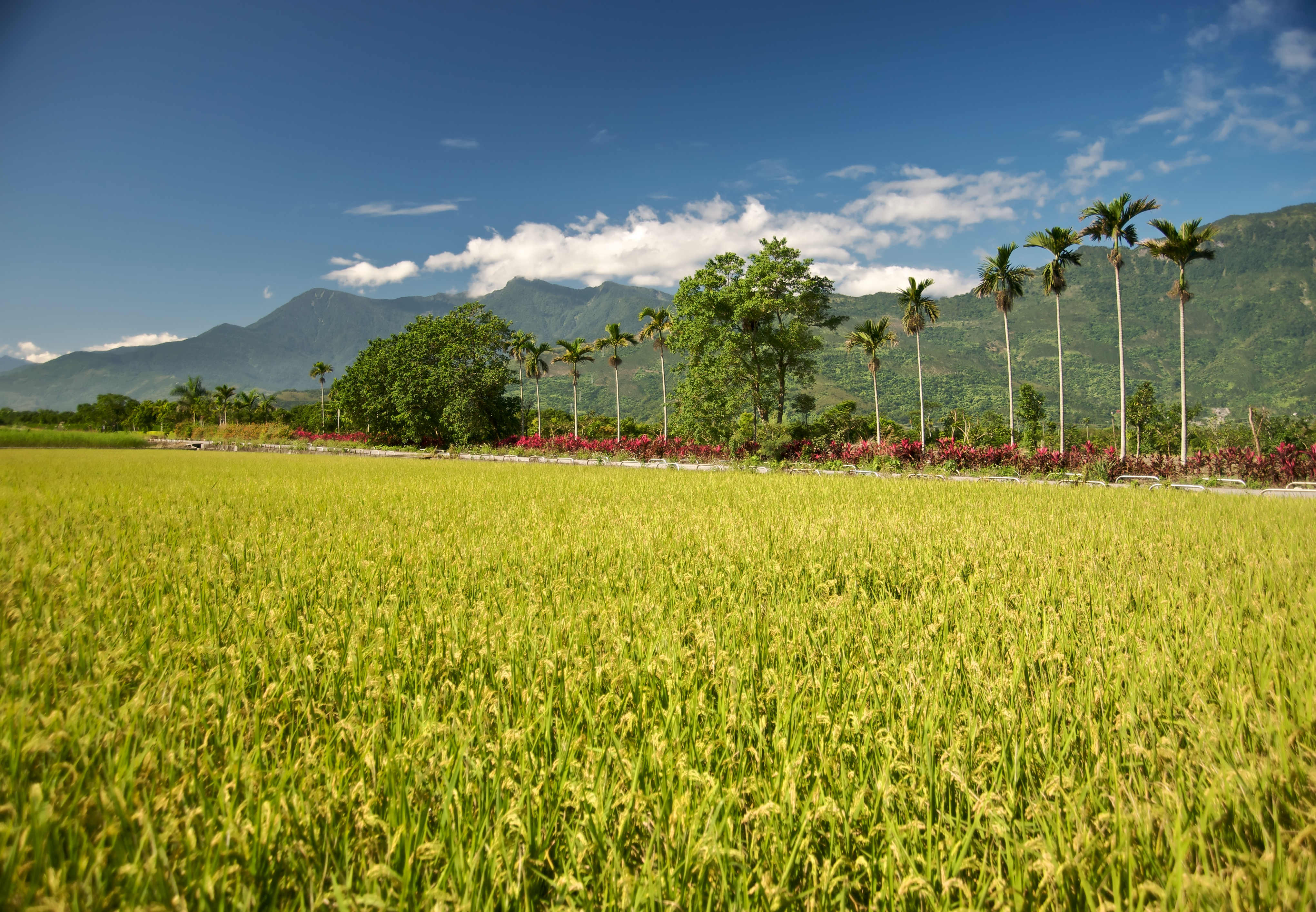
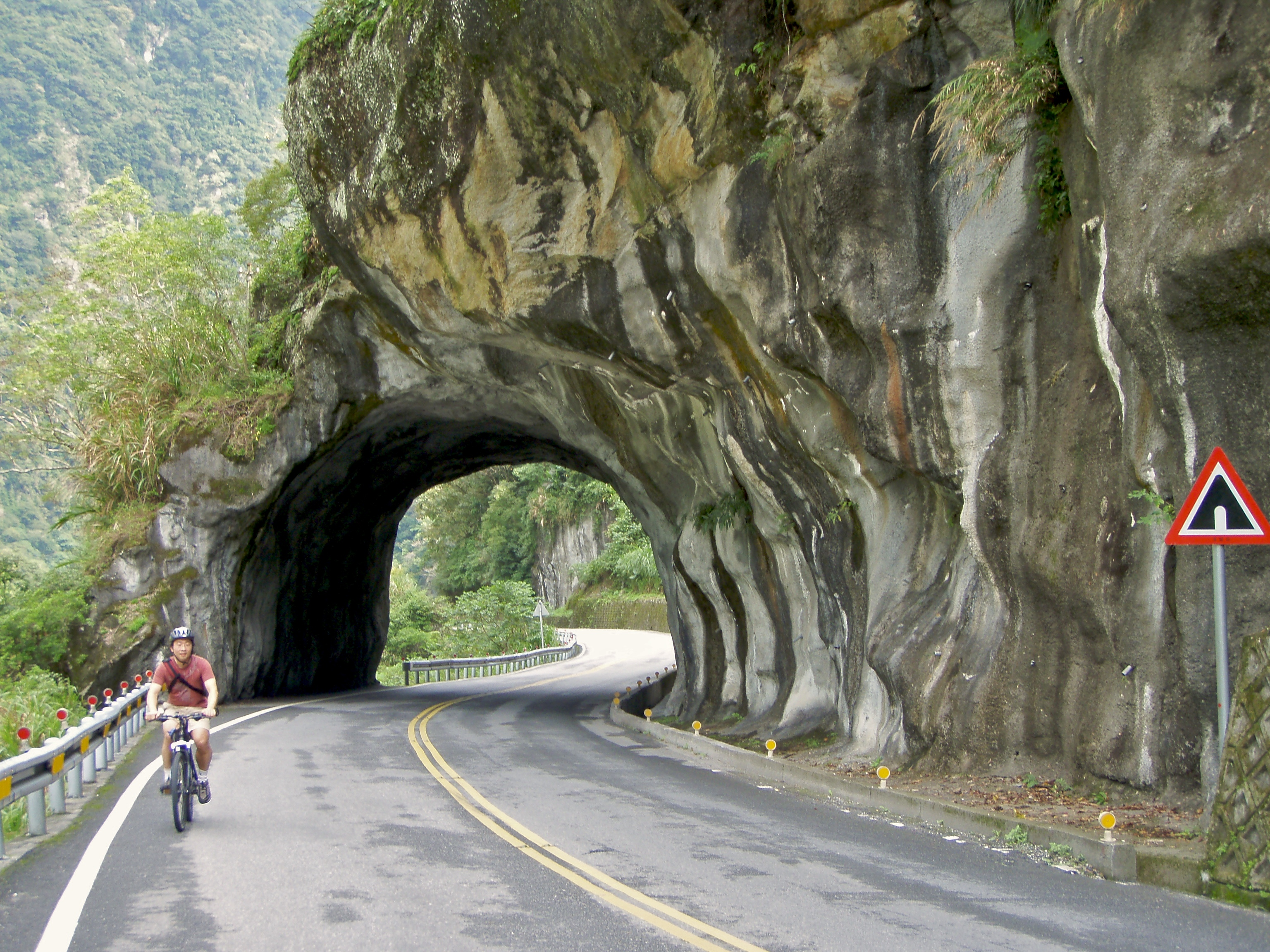
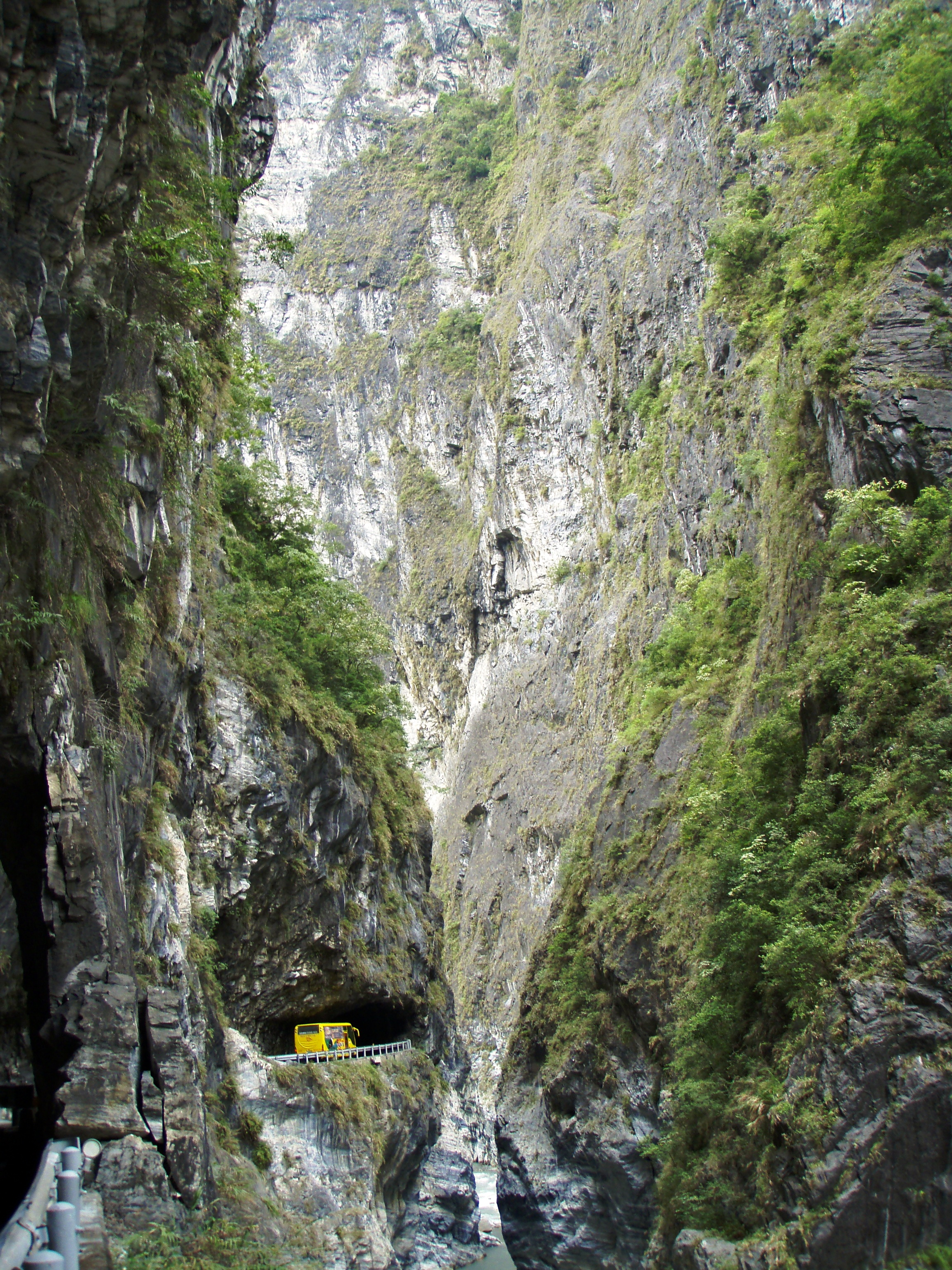
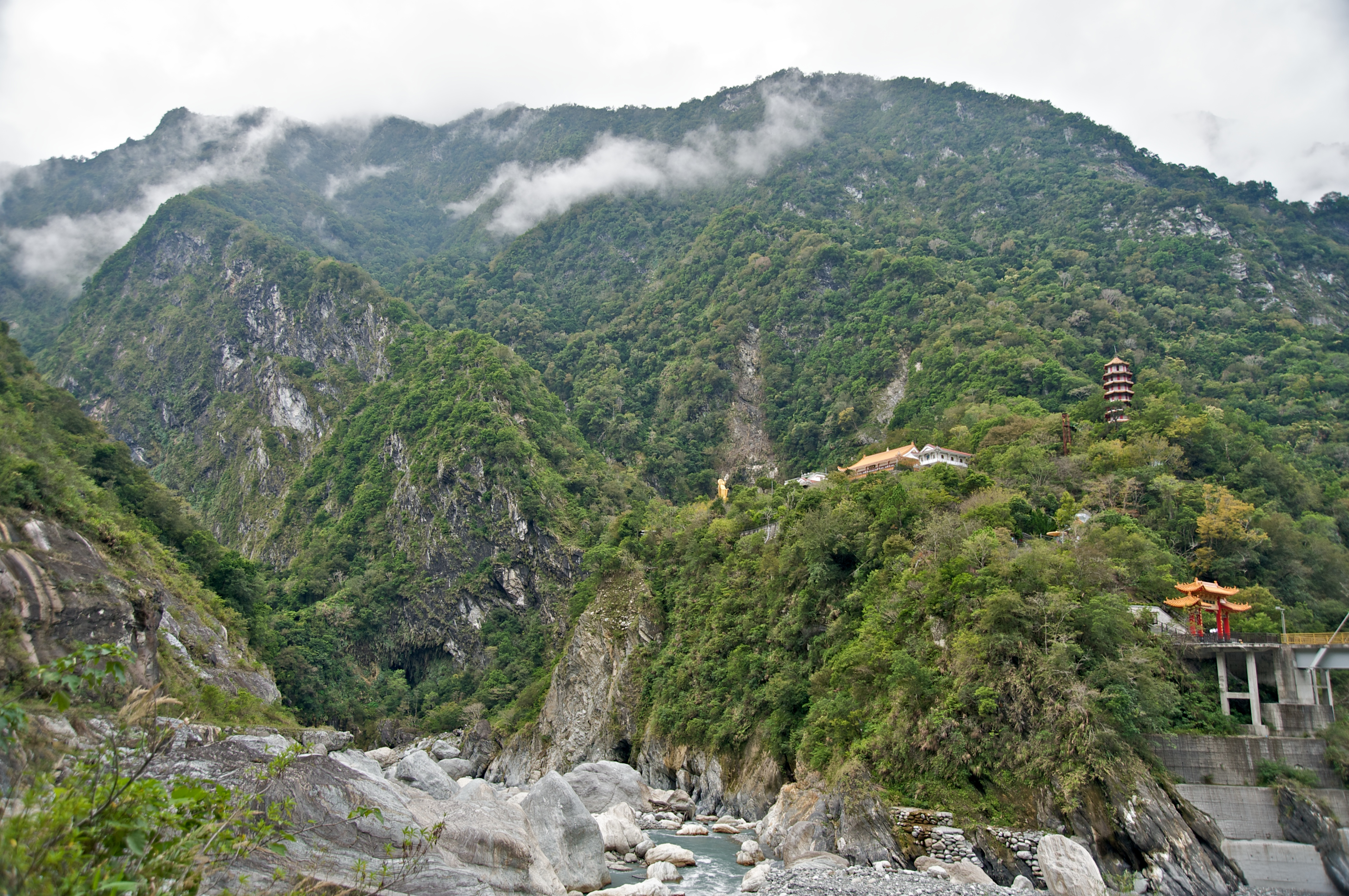
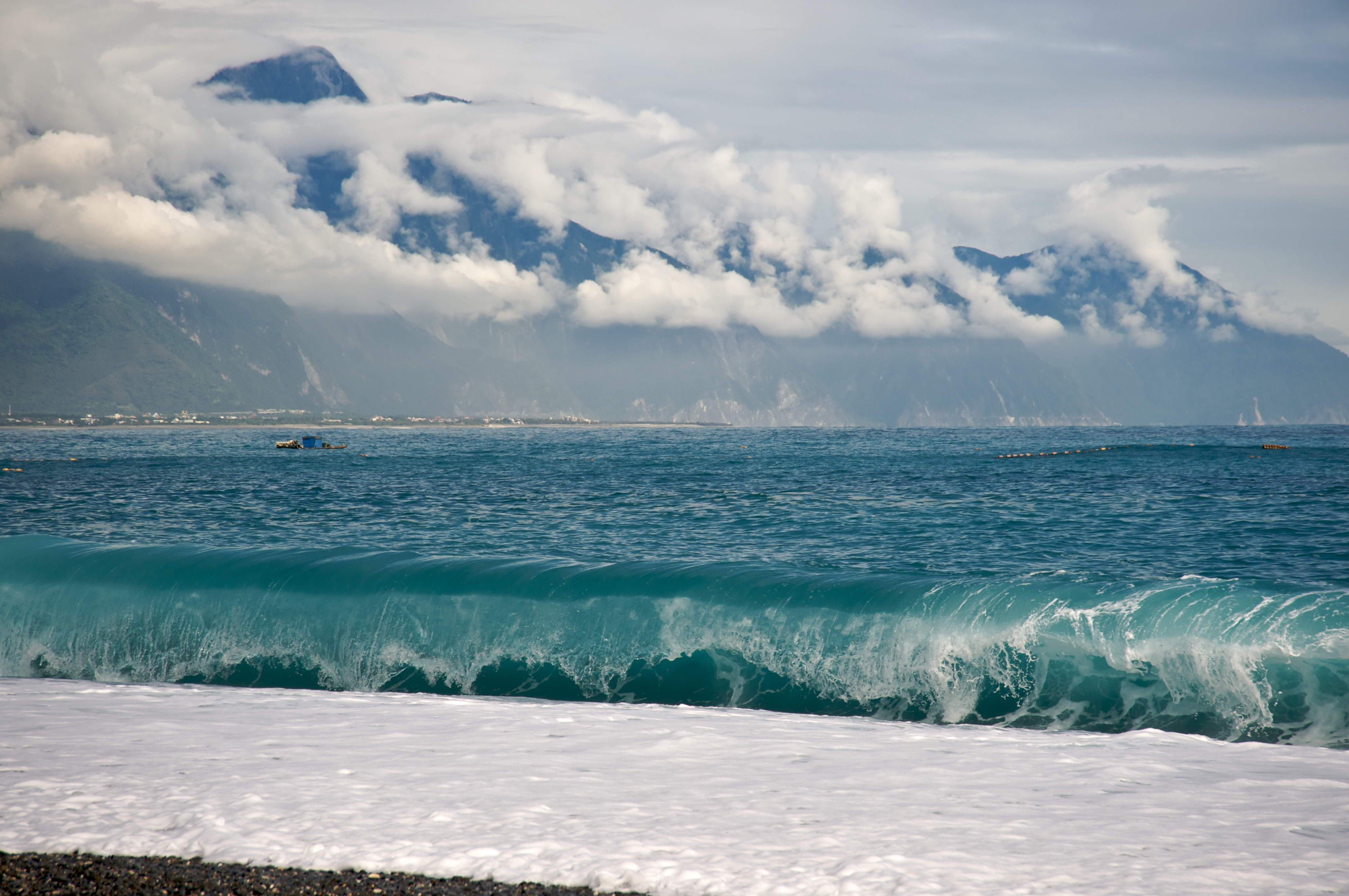
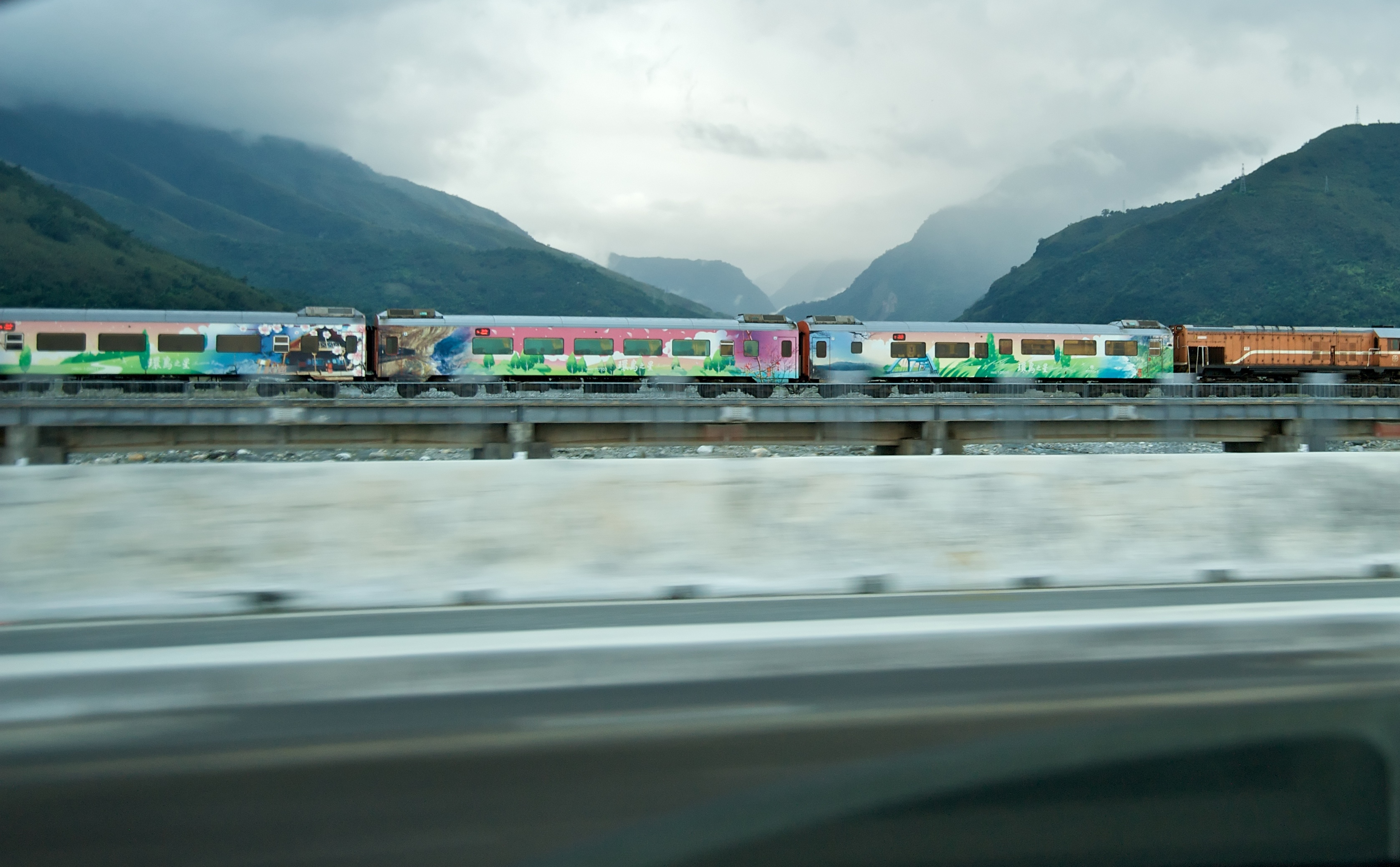
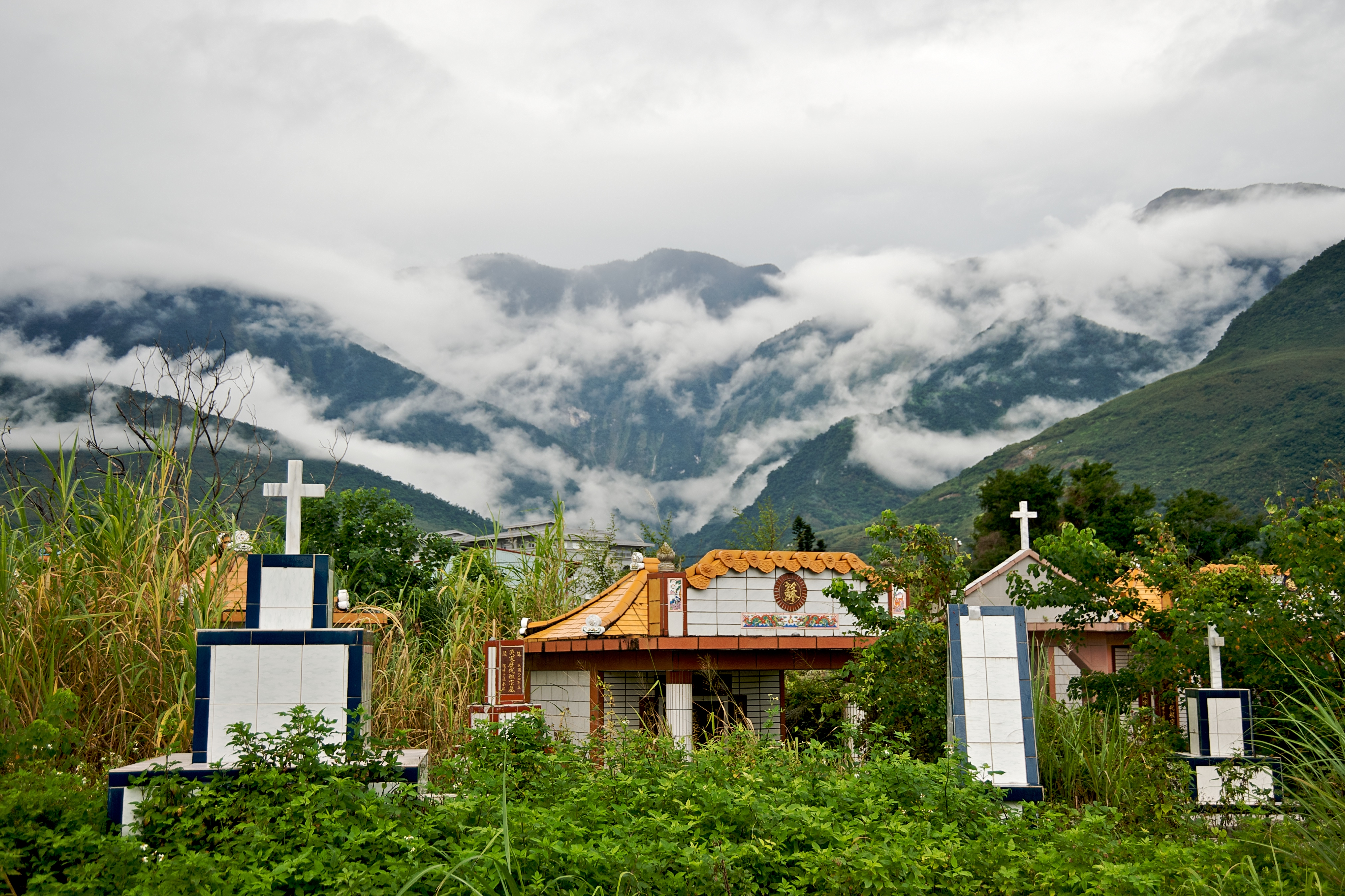

### 高等教育
- 國立東華大學（壽豐主校區）
- 慈濟大學（中央校區、建國校區）

### 高中職
- 國立花蓮高級中學
- 國立花蓮女子高級中學
- 私立海星高級中學
- 私立四維高級中學
- 慈濟大學附屬高級中學
- 花蓮縣立體育實驗高級中學
- 國立玉里高級中學
- 國立花蓮高級商業職業學校
- 國立花蓮高級農業職業學校
- 國立花蓮高級工業職業學校
- 國立光復高級商工職業學校
- 國立花蓮特殊教育學校高職部
- 私立上騰高級工商職業學校 [29]
- 私立正德高級中學附設進修學校高中部